# Filtre numérique
Pour les articles homonymes, voir filtre.

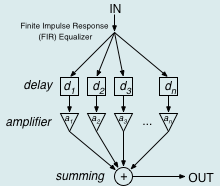
Un égaliseur à réponse impulsionnelle finie

En électronique, un filtre numérique est un élément qui effectue un filtrage à l'aide d'une succession d'opérations mathématiques sur un signal discret. C'est-à-dire qu'il modifie le contenu spectral du signal d'entrée en atténuant ou éliminant certaines composantes spectrales indésirées.  Contrairement aux filtres analogiques, qui sont réalisés à l'aide d'un agencement de composantes physiques (résistance, condensateur, inductance, transistor, etc.), les filtres numériques sont réalisés soit par des circuits intégrés dédiés, des processeurs programmables (FPGA, microprocesseur, DSP, microcontrôleur, etc.), soit par logiciel dans un ordinateur.  
Les filtres numériques peuvent, en théorie, réaliser la totalité des effets de filtrage pouvant être définis par des fonctions mathématiques ou des algorithmes.  Les deux principales limitations des filtres numériques sont la vitesse et le coût. La vitesse du filtre est limitée par la vitesse (l'horloge, le « clock » en anglais) du processeur. Pour ce qui est du coût, celui-ci dépend du type de processeur utilisé. Par contre, le prix des circuits intégrés ne cesse de diminuer, et les filtres numériques se retrouvent partout dans notre environnement, radio, téléphone cellulaire, télévision, lecteurs MP3, etc.
Les filtres numériques étant généralement réalisés par des processeurs, ils sont décrits à l'aide de langages de programmation.

## Définition
Un filtre numérique peut être défini par une équation différentielle, c'est-à-dire l'opération mathématique du filtre dans le domaine temporel (discret).
La forme générale du filtre d'ordre M est l'une des suivantes :
{\displaystyle y[n]=x[n]+1,5\cdot y[n-1]-0,85\cdot y[n-2]}

## Fonction de transfert
Une fonction de transfert, dans le domaine fréquentiel (Transformée en Z), permet également de définir un filtre numérique. Ainsi, la fonction de transfert générale d'ordre N d'un filtre numérique est la suivante :
ou autrement écrit
Les valeurs des coefficients {\displaystyle a_{k}} et {\displaystyle b_{k}} fixeront le type du filtre : passe-bas, passe-haut, etc.
{\displaystyle H(z)={\frac {1}{1-1,5\cdot z^{-1}+0,85\cdot z^{-2}}}}

## Classification

### RIF — Filtre à réponse impulsionnelle finie
Il y a deux grandes familles de filtres numériques : la première, les filtres RIF (filtres à réponse impulsionnelle finie), en anglais FIR (finite impulse response). Ce type de filtre est dit fini, car sa réponse impulsionnelle se stabilisera ultimement à zéro. Un filtre FIR est non récursif, c'est-à-dire que la sortie dépend uniquement de l'entrée du signal, il n'y a pas de contre-réaction. Ainsi, les coefficients {\displaystyle a} de la forme générale des filtres numériques sont tous égaux à zéro.
Une propriété importante des filtres RIF est que les coefficients du filtre {\displaystyle b} sont égaux à la réponse impulsionnelle {\displaystyle h} du filtre. D'autre part, la forme temporelle du filtre est tout simplement la convolution du signal d'entrée {\displaystyle x} avec les coefficients (ou réponse impulsionnelle) {\displaystyle b} (ou {\displaystyle h}).
Un exemple de filtre FIR simple est une moyenne glissante. Effectivement, effectuer la moyenne sur une série de données est équivalent à appliquer un filtre FIR à coefficient constant 1/N.
Note : Voir ce qu'est un buffer circulaire.

### RII — Filtre à réponse impulsionnelle infinie
Les filtres de la seconde famille, les RII (Filtre à réponse impulsionnelle infinie), en anglais IIR (infinite impulse response), possèdent une réponse impulsionnelle qui ne s'annule jamais définitivement ou qui converge éventuellement vers zéro à l'infini. Ce type de filtre est récursif, c'est-à-dire que la sortie du filtre dépend à la fois du signal d'entrée et du signal de sortie, il possède ainsi une boucle de contre-réaction (feedback). Les filtres IIR sont principalement la version numérique des filtres analogiques traditionnels : Butterworth, Tchebychev, Bessel, Elliptique.